# Choerodon cephalotes
Choerodon cephalotes (Castelnau, 1875)  è un pesce d'acqua salata appartenente alla famiglia Labridae.

## Distribuzione e habitat
Proviene dalle barriere coralline dell'oceano Pacifico e dell'oceano Indiano; si trova soprattutto in Indonesia e sulle coste del Queensland, Australia. Nuota molto vicino alla superficie, raramente oltre i 10 m di profondità in zone ricche di coralli o di vegetazione acquatica.

## Descrizione
Presenta un corpo alto, abbastanza compresso lateralmente, con la testa dal profilo molto schiacciato che contribuisce a dare al pesce un'apparenza tozza. Il dorso è grigio, talvolta tendente al verdastro, mentre il ventre è bianco. Le pinne sono ampie, e la pinna caudale ha il margine arrotondato. Sulla testa sono presenti delle sottili striature blu bordate di giallo, presenti anche sulla pinna dorsale; la mandibola è invece rosata. La lunghezza massima registrata è 38 cm, il peso 365 g.

## Biologia

### Comportamento
È una specie prevalentemente solitaria.

### Alimentazione
La sua dieta, prevalentemente carnivora, è composta soprattutto da varie specie di invertebrati come echinodermi, in particolare ricci di mare, crostacei e molluschi.

### Riproduzione
È oviparo e la fecondazione è esterna; non ci sono cure nei confronti delle uova.

## Conservazione
Come per tutti gli altri Choerodon australiani, la pesca ne è stata regolamentata, e l'unico pericolo che ora minaccia questa specie è il degrado dell'habitat che risente dell'eutrofizzazione. Questa specie viene comunque classificata come "a rischio minimo" (LC) dalla lista rossa IUCN.